# John Cunneen
John Cunneen (* 18. Mai 1848 bei Ennis, Irland; † 21. Februar 1907 in Buffalo, New York) war ein US-amerikanischer Jurist und Politiker.

## Werdegang
John Cunneen wanderte im Alter von 14 Jahren in die Vereinigten Staaten ein, wo er bei seinen Verwandten in Albion (New York) lebte. Die Folgejahre waren von Bürgerkrieg überschattet. 1870 graduierte er an der Albion Academy. Er begann danach Jura in der Kanzlei von John H. White in Albion zu studieren. Seine Zulassung als Anwalt erhielt er 1874 und begann dann in Albion zu praktizieren. Er saß im Bildungsausschuss der Village von Albion und war sieben Jahre lang als Clerk im Bezirksrat vom Orleans County tätig. Am 26. Januar 1876 heiratete er Elizabeth A. Bass.
Cunneen zog 1890 nach Buffalo (New York), wo er mit William F. Sheehan, Charles F. Tabor und Edward E. Coatsworth die Kanzlei Sheehan, Tabor, Cunneen & Coatworth gründete. 1894 wurde er Seniorpartner bei Cunneen & Coatsworth. Er nahm 1892 als Delegierter an der Democratic National Convention in Chicago (Illinois) teil. Bei den Wahlen 1902 wurde er zum Attorney General von New York gewählt. Dabei trat er für die Demokratische Partei und die Prohibition Party an. Bei seiner Wiederwahlkandidatur 1904 erlitt er eine Niederlage gegenüber dem Republikaner Julius Marshuetz Mayer.
Er starb an den Folgen einer Lungenentzündung und wurde auf dem St. Joseph’s Cemetery in Albion beigesetzt, wie sein Bruder Cornelius Cunneen (1868–1890), der im Eriekanal ertrank. Seine Ehefrau Elizabeth, die 1917 verstarb, war Protestantin und konnte daher nicht neben ihm bestattet werden.